# Премия Зигмунда Фрейда за научную прозу
Премия Зигмунда Фрейда за научную прозу (нем. Sigmund-Freud-Preis für wissenschaftliche Prosa) — немецкая литературно-научная премия, названная в честь австрийского психолога и основателя психоанализа Зигмунда Фрейда. Одна из самых престижных академических премий Германии. Вручается ежегодно начиная c 1964 года. Её присуждением занимается Немецкая академия языка и поэзии в Дармштадте. Награждение лауреатов происходит каждую осень. Денежный эквивалент премии составляет 20 000 евро.